# Mayong Lor
Mayong Lor is een bestuurslaag in het regentschap Japara van de provincie Midden-Java, Indonesië. Mayong Lor telt 11.630 inwoners (volkstelling 2010).